# Захаров Ростислав Володимирович
Ростислав Володимирович Заха́ров (рос. Ростислав Владимирович Захаров; нар. 7 вересня 1907, Астрахань — пом. 19 січня 1984, Москва) — російський радянський балетмейстер, режисер і педагог; доктор мистецтвознавства з 1970 року.

## Біографія
Нродився 25 серпня [7 вересня] 1907 року в місті Астрахані (нині Росія). 1926 року закінчив Ленінградське хореографічне училище (викладач Вододимир Пономарьов). Впродовж 1926–1929 років — соліст балету Української державної опери в Києві і Харкові. 1932 року закінчив режисерське відділення Ленінградського театрального технікуму (викладач Сергій Радлов).
Протягом 1934–1936 років — балетмейстер Ленінградського театру опери та балету імені Сергія Кірова; у 1936–1956 роках — балетмейстер, режисер, одночасно у 1936–1939 роках — керівник балетної трупи Большого театру у Москві. За сумісництвом у 1945–1947 роках — директор і художній керівник Московського хореографічного училища. 1948 року екстерном закінчив Ленінградський театральний інститут. З 1946 року — завідувач, з 1951 року — професор кафедри хореографії Державного інституту театрального мистецтва у Москві. Серед учнів: Гафар Валамат-Заде, Євген Чанга, Ігор Смирнов, Вітаутас Грівіцкас, Олександр Лапаурі, Наталія Конюс, Михайло Лавровский, Анатолій Шекера, Ан Сон Хі (КНДР), Надія Кіраджієва (Болгарія), Йіржі Блажек, Лібуше Хінкова, Марілена Тотова (Чехословаччина), Віра Боккадоро (Франція). Член ВКП(б) з 1951 року.
1956 року залишив Большой театр. Ставив балети в театрах Праги, Белграда і Загреба. Помер 15 січня 1984 року в Москві. Похований в Москві на Ваганьковському кладовищі.

## Творчість

### В театрі
Постановки в Ленінградському Театрі опери та балету імені Кірова
- «Бахчисарайський фонтан» Бориса Асаф'єва (1934);
- танці в опері «Гугеноти» Джакомо Меєрбера (1935);
- «Втрачені ілюзії» (за романом Оноре де Бальзака) Бориса Асаф 'єва (1936);
- «Мідний вершник» Рейнгольда Глієра (1949);
- «Червоний мак» Рейнгольда Глієра (1949);
- «У порт увійшла „Росія“» Василя Соловйова-Сєдого (1964);

Постановки у Большому театрі
балети
- «Бахчисарайський фонтан» Бориса Асаф'єва (1936, 1944, 1954);
- «Кавказький полонений» Бориса Асаф'єва (1938);
- «Дон Кіхот» Людвіга Мінкуса (1940);
- «Тарас Бульба» Василя Соловйова-Сєдого (1941);
- «Попелюшка» Сергія Прокоф'єва (1945);
- «Панночка-селянка» Бориса Асаф'єва (1946);
- «Мідний вершник» Рейнгольда Глієра (1949);
- «Ніч на Лисій горі» на музику Модеста Мусоргського (1951);

опери
- «Руслан і Людмила» Михайла Глінки (1937);
- «Вільгельм Телль» Джоаккіно Россіні (1942);
- «Кармен» Жоржа Бізе (1943);

танці в операх
- «Піднята цілина» Івана Дзержинського (1937);
- «Руслан і Людмила» Михайла Глінки (1939, 1942, 1945);
- «Травіата» Джузеппе Верді (1942, 1943);
- «Євгеній Онєгін» Петра Чайковського (1942, 1943);
- «Аїда» Джузеппе Верді (1951);
- «Сорочинський ярмарок» Модеста Мусоргського (1952);
- «Джаліль» Назіба Жиганова (1959);
- «Війна і мир» Сергія Прокоф'єва (1969).

### У кіно
Був режисером «танцю опричників» у художньому фільмі «Іван Грозний» (1944, режисер Сергій Ейзенштейн, «Мосфільм»), сценаристом і режисером фільму «Кришталевий черевичок» (1960). У 1951 році знявся в ролі хореографа у художньому фільмі «Великий концерт»; у 1976 році знявся в документальному фільмі «Право бути першим».

### Праці
- «Искусство балетмейстера», 1954;
- «Беседы о танце», 1963;
- «Работа балетмейстера с исполнителями», 1967;
- «Записки балетмейстера», 1976;
- «Слово о танце», 1977;
- «Сочинение танца», 1983.

## Відзнаки
премії
- Сталінська премія І-го ступеня (1943; за роботу в оперному спектаклі «Вільгельм Телль» Джоаккіно Россіні);
- Сталінська премія І-го ступеня (1946; за постановку балетного спектаклю «Попелюшка» Сергія Прокоф'єва)[3];

ордени СРСР
- Орден Трудового Червоного Прапора (1937);
- Орден «Знак Пошани» (1959);
- Орден Жовтневої Революції (1976);

медалі СРСР
- Медаль «За доблесну працю у Великій Вітчизняній війні 1941—1945 рр.»;
- Медаль «В ознаменування 100-річчя з дня народження Володимира Ілліча Леніна»;
- Медаль «У пам'ять 800-річчя Москви»;

почесні звання СРСР
- Заслужений діяч мистецтв РРФСР з 1948 року;
- Народний артист РРФСР з 1951 року;
- Народний артист Казахської РСР з 1958 року;
- Народний артист СРСР з 1969 року.